# مارين هوندا
مارين هوندا (本田 真 凜 ، هوندا مارين ، ولدت في 21 أغسطس 2001) لاعبة متزلجة على الجليد يابانية، هي بطلة العالم للناشئين لعام 2016 ، الحائزة على الميدالية الفضية العالمية للناشئين لعام 2017 ، صاحبة الميدالية البرونزية في نهائي سباق الجائزة الكبرى للناشئين 2015-16 ، والميدالية البرونزية اليابانية للناشئين 2016-2017. وهي حاملة الرقم القياسي العالمي السابق في البرنامج الحر، احتلت المرتبة 27 من حيث التصنيف الفردي للسيدات في العالم من قبل الاتحاد الدولي للتزلج بعد موسم التزلج على الجليد 2019-20.